# Maria Bielicka
Maria Bielicka, später Bielicka-Szczepańska (* 19. Dezember 1909 in Warschau; † 22. April 1989 ebenda) war eine polnische Sängerin, Theaterschauspielerin und Holocaustüberlebende.

## Leben
Maria Bielicka trat 1937/38 am Stadttheater von Lemberg auf.
Nach dem deutschen Überfall auf Polen hatte sich Bielicka dem Widerstand in Warschau angeschlossen und Untergrundzeitschriften verteilt. Im Januar 1941 wurde sie von der Gestapo verhaftet. Später wurde sie u. a. im berüchtigten Gefängnis Pawiak inhaftiert und kam von dort in das Konzentrationslager Majdanek. Am 13. April 1944 wurde sie nach Auschwitz gebracht. Hier war sie ab April 1944 als Sängerin im Mädchenorchester von Auschwitz tätig. Gemeinsam mit anderen Musikerinnen des Mädchenorchesters, kam sie später im Januar 1945 nach Ravensbrück in das Frauen-Konzentrationslager und erlebte hier die Befreiung.
Bielicka gab an, dass die KZ-Aufseherin Maria Mandl, die bereits das Mädchenorchester in Auschwitz aufgebaut hatte, in Ravensbrück eine jüdische Frau zu Tode geprügelt hatte und einige Tage später Klavier spielte.
Nach dem Krieg trat sie am Theater auf. Von 1945 bis 1948 war sie am Teatru Syrena in Łodz und anschließend bis 1950 an einem Theater in Warschau. Sie blieb in der Folge in Warschau und war von 1950 bis 1955 am Teatr Nowy (Neues Theater). Bis zu ihrem Ruhestand 1971 war sie dann an der Operetka Warszawska.
1947 trat sie im Film Zakazane piosenki (Verbotene Lieder, The Forbidden Songs) von Leonarda Buczkowskiego auf.